# Pothyne kualabokensis
Pothyne kualabokensis är en skalbaggsart som beskrevs av Hayashi 1976. Pothyne kualabokensis ingår i släktet Pothyne och familjen långhorningar. Inga underarter finns listade i Catalogue of Life.